# استاری واریاش
استاری واریاش (انگلیسی: Stary Varyash) یک شهرک در شهرستان یانائولسکی استان باشقیرستان کشور روسیه است.